# سیاوشان (آشتیان)
سیاوشان، روستایی از توابعِ بخش مرکزی شهرستان آشتیان در استان مرکزی ایران است. در مسیرِ جادۀ قم به آشتیان و در هفت کیلومتری جنوبِ شهرستانِ آشتیان، روستایِ تاریخی و خُوش آب و هوایِ سیاوشان قرار دارد. نام «سیاوشان» برگرفته از پهلوانِ اسطوره‌ای ایران‌ زمین «سیاوش» است و قِدمتی چندین هزار ساله دارد. این روستا یکی از ۱۶ نقطۀ ایرانِ بزرگ بوده است که در آن برای سیاوش، مراسمِ سوگواری برگزار می‌کردند. سیاوشان از زمان‌هایِ دور در مسیرِ راهِ عتباتِ عالیات قرار داشته و یکی از جاده‌هایِ پرتردد در ناحیۀ مرکزی به شمار می‌آمده است. این راه از قم به خلجستان، آشتیان و سیاوشان امتداد داشته و از آنجا به همدان و سپس کرمانشاه و عراق می‌رسید.

## اماکن سیاوشان

### اماکنمذهبی
- آستان مقدس امامزاده بی بی فاطمه صغری سیاوشان [۱]

امامزاده فاطمه صغری (س) یکی از جاذبه‌های مذهبی روستای سیاوشان است، حضرت فاطمه صغری (س) دختر امام موسی کاظم (ع) است. براساس شواهد تاریخی ذکر شده و طبق کتیبۀ سنگی و صندوق ضریح متبرکه که هر دوی آن‌ها حکم شناسنامه این اثر را دارند عملیات ساخت این امامزاده در سال 950 ه.ق آغاز به سال 952 ه.ق پایان یافته‌است.

### اماکن تاریخی
- پل تاریخی حاج محمدباقر

بنای پل تاریخی حاج محمد باقر، در حاشیۀ غربی روستای سیاوشان حد فاصل دو بنای تاریخی حمام و حسینیۀ روستا، با استفاده از مصالح آجر و گل آهک بر روی رودخانه فصلی آشتیان بسته شده‌است. پنج دهانه با طرح رومی، عبور آب از زیر پل را در زمان سیلاب و فصل بهار میسر می‌سازند، در شمال اثر، درست در بالای چشمه میانی کتیبه ای سنگی در کادری از کاشی‌های خشتی آبی رنگ جای گرفته که بانی و سال ساخت پل را مشخص می‌کند. این پل حدود یکصد سال قدمت دارد. این پل در دوران پهلوی اول بر روی رودخانۀ سیاوشان ساخته شده که به پل حاج محمد باقر معروف است، این اثر در تاریخ ۲۶ اسفند ۱۳۸۶ با شمارهٔ ثبت ۲۲۰۷۶ به‌عنوان یکی از آثار ملی ایران به ثبت رسیده است.
- حمام تاريخي

يکی دیگر از آثاری که تاریخ را در این روستا ورق می زند، حمام تاریخی روستا است، مرمت و بازسازی این اثر تاریخی با کمک بخش خصوصی در حال اجراست که این موضوع می تواند راهگشای صنعت گردشگری در این روستا باید.

## جمعیت
این روستا در دهستان سیاوشان قرار دارد و براساس سرشماری مرکز آمار ایران در سال ۱۳۹۵، جمعیت آن ۶۸۶ نفر (۲۶۱ خانوار) بوده‌است.

## تصاویر

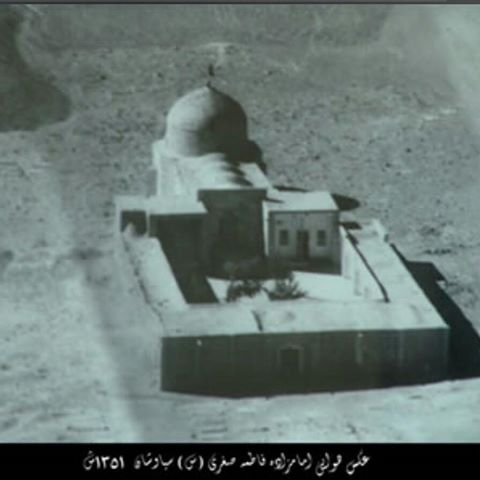
عکسی قدیمی از امامزاده سیاوشان